# Santok
Santok (in tedesco Zantoch) è un comune rurale polacco del distretto di Gorzów, nel voivodato di Lubusz.
Ricopre una superficie di 168,3 km² e nel 2004 contava 7 547 abitanti.